# Bidasari
Bidasari là một nhân vật huyền thoại Đông Nam Á, lưu truyền khoảng từ trung đại trung kì tới nay.

## Lịch sử
Cứ liệu sớm nhất hoặc tạm được coi như nguồn gốc nhân vật Bidasari là sử thi Nàng Bidasari (Syair Bidasari), với văn bản cổ nhất còn lưu lại tới nay là bằng ngôn ngữ Melayu, soạn năm 1750. Huyền thoại Bidasari rất thịnh hành tại khu vực nay là Nam Dương các thế kỷ XVIII-XIX, sau trở thành bản sắc cộng đồng Hồi giáo Đông Nam Á. Ở hiện đại hậu kì, các cộng đồng Indonesia, Malaysia, Singapore, Brunei, Mindanao (Philippines) và Champa (Việt Nam) đều coi truyền thuyết Bidasari là một phần quan trọng trong kho tàng văn chương cổ điển của mình bởi cảm hứng gây nên sự phát triển phong phú về loại hình biểu diễn.
Năm 1807, tiến sĩ J. Leyden người Hà Lan đã chép lại truyền thuyết này thành ấn phẩm Huyền sử Bida-Sari (Hikaiat Bida-Sari), liệt kê những điểm tương đồng của Bidasari với Bạch Tuyết của anh em Grimm và đôi chút Mĩ nhân say ngủ của Charles Perrault. Tới năm 1886 tại Âu châu đã có ít nhất 2 ấn bản đề cập Bidasari là Drie Maleische Gedichten of Sjair Ken Tamboehan và Jatim Nestapa en Bidasari, qua đó phổ biến huyền thoại này ra các ngôn ngữ Anh, Đức, Pháp. Huyền thoại Bidasari cũng thường được coi như sự bổ sung Ngàn lẻ một đêm cho người Tây phương hiểu rõ hơn về sinh hoạt tinh thần của cộng đồng Hồi giáo Viễn Đông.
Trong thế kỷ XX, huyền thoại Bidasari được sân khấu và điện ảnh hóa tích cực, trở thành một trào lưu văn nghệ đặc sắc trong sinh hoạt hiện đại Nam Dương, thấm nhuần các giá trị đạo đức và trí tuệ. Riêng văn bản sử thi được mệnh danh là quốc bảo tại Malaysia, Indonesia và Philippines.

### Nội dung
Ở một làng chài miền Nusantara có ông lão đã già lắm, tên là Tok Bo. Nghe đâu, xưa kia Tok Bo là tinh linh nên không bao giờ bị lão hóa, nay khi hết phép thuật thì phải cam chịu mưu sinh như mọi thường dân. Lão đi chài cá như dân làng, nhưng mẻ của ông lão lúc nào cũng đầy ắp bởi ông biết câu thần chú gọi cá vào lưới. Tuy vậy, lão chỉ giữ lại một chút, còn lại chia hết cho bọn trẻ con đem về biếu gia đình. Thường ngày, những khi nhàn rỗi, già Tok Bo lại kể cho bọn trẻ những truyện li kì về một xứ sở xa xôi bên kia trùng dương.
- Kembayat

Ở kinh thành xứ Kembayat có vị sultan luống tuổi Po Angkasa chung hưởng hạnh phúc với sultanah Po Dewi Alam qua rất nhiều năm. Dân xứ kính trọng quốc vương và vương hậu như thần nhân bởi sự cai trị đức độ hiếm có khiến cho đất nước trù phú thái bình vô cùng. Xứ Kembayat vang danh bởi những cánh đồng lúa óng vàng bất tận, những thảm cỏ xanh mướt, những làng chài đầy ắp tôm cá và những thương cảng tấp nập thuyền xe.
Mặc dù đức vua đã già lắm nhưng đấng Allah chưa ban cho ngài một mụn con nào. Hằng đêm vương hậu cứ cầu nguyện được đứa con có đủ cả đức hạnh, nhan sắc và trí tuệ. Bà cầu mãi, tới khi thọ thai, dân chúng nơi nơi đang ăn mừng thì bỗng đâu có ác quỷ từ ngoài bể tấn công, đánh phá tan hoang xứ sở và ăn thịt vô số người. Quan quân đánh mãi không đặng, phải rước vương thất trốn vào rừng rậm để chờ vương hậu sinh xong.
Khi nghỉ chân bên một bờ sông vắng, vương hậu trở dạ sinh được một tiểu công chúa vô cùng xinh xắn. Bỗng nhiên mặt nước gợn sóng lân tinh, một con cá vàng khổng lồ trồi lên nhảy rập rờn. Khi đức vua tóm lấy cá vàng đưa lên khỏi mặt nước thì cả cá và công chúa đều ngưng thở, ngài bèn thả nó ra.
Quốc vương và vương hậu biết rằng xứ sở đã tận số nên đặt công chúa vào chiếc nôi kết hoa và kim cương ngọc báu, nhờ cá vàng đưa đi thật xa.
- Indrapura

Cá đưa tiểu công chúa dạt tới lân quốc Indrapura, được thương gia Djouhara và phu nhân Leila đem về nuôi. Họ gọi công chúa là Bidasari và đặt cá vàng là Bo. Cả hai thân thiết từ nhỏ tới lớn chẳng rời.
Bidasari càng lớn càng xinh đẹp và thông minh, biết bao vương công quý tộc và bậc anh hùng trong vương quốc đều bàn tán về nàng, bày tỏ lòng ngưỡng mộ nàng. Cũng nhờ nàng, sản nghiệp của cha nuôi ngày càng nhân lên, tiếng tăm vượt khỏi xứ sở.
Thuở ấy, Indrapura do nữ vương Lilasari cai trị, bà thầm ghen với nhan sắc và trí tuệ Bidasari. Bà liền cho vời Bidasari để nom kĩ nàng: Vóc dáng nhỏ nhắn mà thanh thoát, hàng mi như trăng lưỡi liềm, sống mũi nhỏ thanh tú như hạt hoa nhài, làn da trắng mịn như pha lê và mái tóc mượt như hoa cọ.
Nữ vương nhận Bidasari làm con nuôi, hứa hẹn ban cho nàng cuộc sống còn sung túc gấp trăm lần nhà cha mẹ nuôi cũ. Nhưng bà biệt giam nàng trong cấm cung, cắt xén dần những đặc ơn và đày đọa nàng làm kẻ hầu người hạ. Khi đoán biết số phận Bidasari có liên hệ mật thiết với Bo, nữ vương bèn cải trang đi tìm cá. Bà đem nhiều thủ đoạn đê tiện nhất ra hòng dụ được cá vàng vào bẫy, rồi bắt nhốt Bo trong bình pha lê nhỏ không nước. Vì vậy, Bo và Bidasari đều bất tỉnh. Vương hậu bèn sai người ném Bidasari khỏi cung điện.
Ông bà Djouhara và Leila sai người làm một căn nhà thật đẹp và kiên cố trong rừng sâu cho Bidasari yên nghỉ, những mong tìm cách hồi sinh được nàng, bởi thấy sau bao hôm mà thân thể nàng vẫn không mục nát.
Trong một chuyến đi săn, sultan lân bang là Djohan sơ ý lạc tới nơi Bidasari nằm. Khi ngài lỡ tay chạm vào mình Bidasari thì thốt nhiên nàng khẽ mở mắt và tỉnh dậy. Bidasari kể cho đức vua nghe hết cớ sự. Thế là Djohan cất quân tiến đánh vương cung Indrapura, phế truất nữ vương độc ác và cứu cá vàng Bo. Đức vua rước Bidasari về phong làm vương hậu và sống bên nàng trọn đời.
Về phần Lilasari, khi bà bị bức rời vương quốc Indrapura thì bỗng dưng thủy quái cũng từ bỏ Kembayat. Cha mẹ đẻ và cha mẹ nuôi được hội ngộ Bidasari. Kể từ đó Djohan và Bidasari cai trị cả ba xứ sở.

### Nhân vật
- Bidasari / Bida Sari
- Lilasari / Lila Sari / Lilagretha / Permaisuri
- Djohan / Mongindra / Putera
- Tok Bo (cá vàng)
- Naga
- Garuda
- Po Angkasa
- Po Dewi Alam
- Djouhara / Dyuhara
- Leila
- Jamil
- Zervira
- Orang Kaya
- Mubarak

|  |  |  |  |

## Văn hóa
- Phim màn ảnh đại vĩ tuyến Malaysia năm 1965 Bidasari do Jamil Sulong đạo diễn, Sarimah vai Bidasari và Jins Shamsuddin vai Putera[3].
- Bộ ba nhạc kịch Philippines các năm 1999 - 2006 Bidasari, Indrapura do kịch viện Magwayen chế tác[4].

### Tư liệu
- Bidasari and the Djinn is a Malaysian fairy tale (Ninot Aziz)
- How to revive Malaysian fairy tales (Kenny Mah)
- Summary of Bidasari - Summary about the epic in Mindanao